# Kalijaga Timur
Kalijaga Timur is een bestuurslaag in het regentschap Oost-Lombok van de provincie West-Nusa Tenggara, Indonesië. Kalijaga Timur telt 3544 inwoners (volkstelling 2010).